# Villa Pallavicini (Langhirano)

Villa Pallavicini in der ersten Hälfte des 20. Jahrhunderts

Die Villa Pallavicini, auch Villa Zileri-Dal Verme genannt, ist ein klassizistisches Landhaus in einem großen englischen Landschaftsgarten in der Strada Proviniciale per Torrechiara 14 in Arola, einem Ortsteil von Langhirano in der italienischen Region Emilia-Romagna.

## Geschichte

Der Turm an der Ostfassade in der ersten Hälfte des 20. Jahrhunderts

Das Landhaus ließen Anfang des 17. Jahrhunderts die Markgrafen Ravarano Boscoli errichten.
In der zweiten Hälfte des 18. Jahrhunderts kauften die Grafen Lébrun des Landgut und ließen es in ein elegantes Jagdschloss umbauen, das dann „Casino Lébrun“ genannt wurde.
In der ersten Hälfte des 19. Jahrhunderts, nach der Restaurierung, kaufte Adalberto Pallavicino, der Hofkämmerer, das weitläufige Anwesen.
Ende des 19. Jahrhunderts kaufte es der Baron Roberto Baracco, der es einige Jahre später an die Grafen Zileri-Dal Verme weiterverkaufte.
2007 wurde das Gebäude vollständig restauriert und als Lokalität für Feiern und Veranstaltungen hergerichtet; 2014 aber wurde es erneut zum Verkauf angeboten.

## Beschreibung
Der große Park ist nahezu trapezförmig; der Eingang liegt an der Nordostecke an der Strada Provinciale per Torrechiara. Die Villa an der Südgrenze des Gartens ist über eine kurvige Allee erreichbar.

### Villa
Die Villa, die von den verschiedenen Eigentümern über die Jahrhunderte zahlreichen Umbauten unterzogen wurde, hat einen rechteckigen Grundriss.
Die Hauptfassade im Norden hat drei Stockwerke. Die in der Mitte symmetrische Fassade zeigt am linken Flügel eine Terrasse mit Balustern im ersten Obergeschoss. Im Erdgeschoss, das mit falschem Bossenwerk verkleidet ist, liegt vor dem Eingang eine vorspringende Vorhalle mit drei Rundbögen, die durch Steinsäulen mit dorischen Kapitellen gestützt werden. Das erste Obergeschoss, das von einem geformten Traufgesims gekrönt wird, zeigt eine Reihe von Fenstern mit Rahmen und vorspringenden Architraven.
Die Ostfassade zum Tal des Parma-Baches hin ist durch eine Vorhalle im Erdgeschoss mit Terrasse darüber und durch den eleganten Turm an der Südostecke gekennzeichnet, der oben bogenförmige Öffnungen, gestützt durch kleine Säulen, hat.
Im Inneren des Gebäudes gibt es zahlreiche Säle mit Fresken und Stuck an Gewölben und Wänden.

### Park

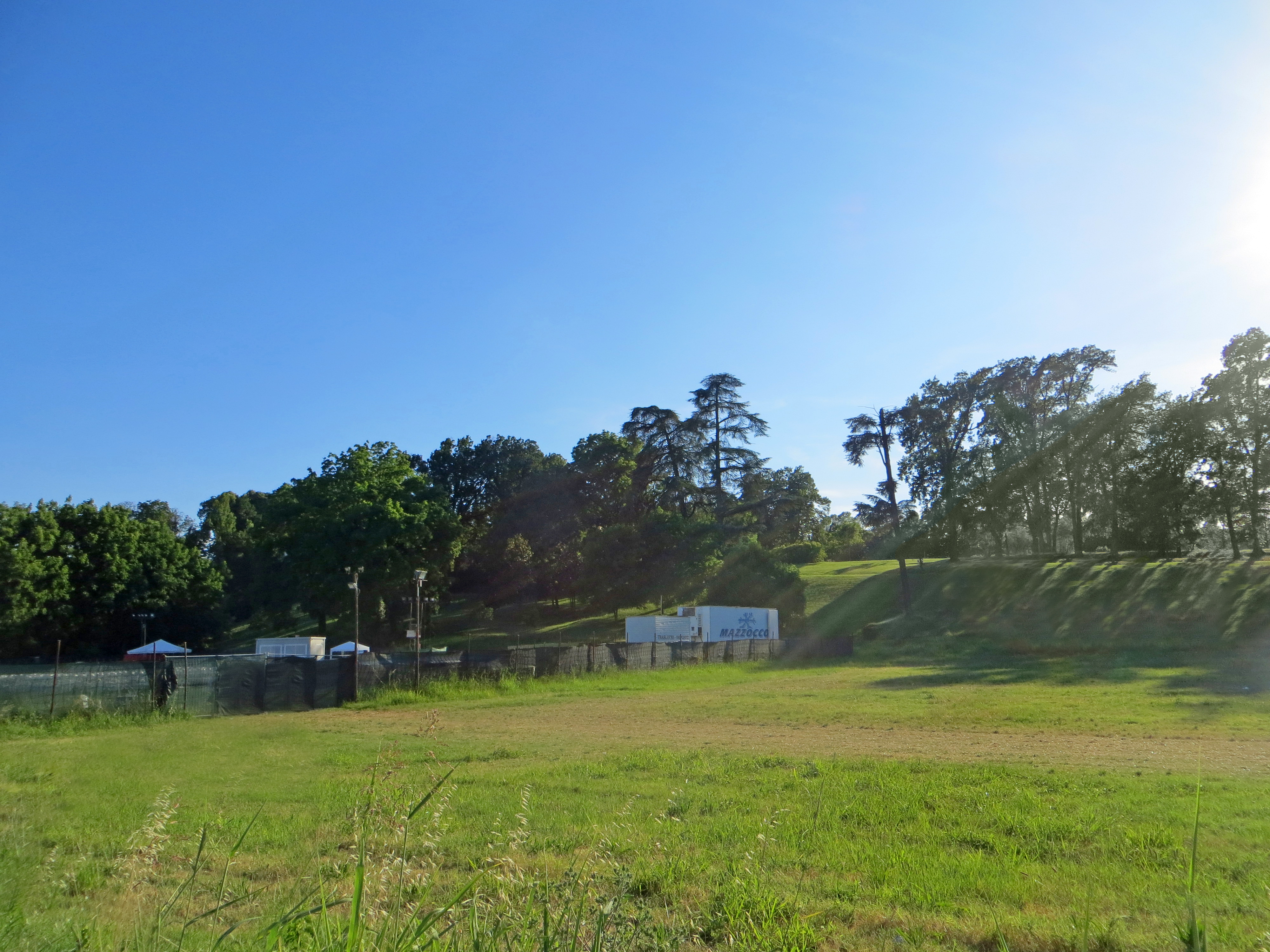
Blick über den Park der Villa

Der englische Landschaftsgarten erstreckt sich über eine Fläche von 5 Hektar. am Rande der ersten Hügel des Appennins.
Den Garten bereichern zahlreiche, hundertjährige Exemplare von Koniferen und anderen Pflanzen, die da und dort zu Gruppen zusammengefasst sind und sich an die Platanen anschließen, die die Eingangsallee im unteren Teil flankieren.